# Lucketz Swartbooi
Lucketz Swartbooi (né le 6 février 1966) est un coureur de fond namibien, spécialiste du marathon.

## Palmarès

### Championnats du monde d'athlétisme
- Championnats du monde 1993 à Stuttgart,  Allemagne
  -  Médaille d'argent du marathon

## Records
| Épreuve       | Performance     | Lieu         | Date              |
| ------------- | --------------- | ------------ | ----------------- |
| 5 000 m       | 13 min 46 s 91  | Fullerton    | 12 mars 1994      |
| Semi-marathon | 1 h 01 min 26 s | Philadelphie | 19 septembre 1993 |
| Marathon      | 2 h 09 min 08 s | Boston       | 18 avril 1994     |